# Hyperolius cystocandicans
Hyperolius cystocandicans és una espècie de granota de la família dels hiperòlids que viu a Kenya.
Està amenaçada d'extinció per la pèrdua del seu hàbitat natural.